# Øretrompet
Det eustakiske rør eller øretrompeten er en anatomisk gang, der går fra mellemøret til svælget.
| Anatomi | Spire Denne artikel om anatomi er en spire som bør udbygges. Du er velkommen til at hjælpe Wikipedia ved at udvide den. |